# Ploče
Ploče su grad u Hrvatskoj koji administrativno pripada Dubrovačko-neretvanskoj županiji.

## Gradska naselja
Ploče se sastoje od 9 naselja:
- Baćina
- Banja
- Komin
- Peračko Blato
- Plina Jezero
- Ploče
- Rogotin
- Staševica
- Šarić Struga

### Mjesni odbori
Osim naselja, na području Grada Ploča je osnovano 11 mjesnih odbora:
- Baćina
- Banja
- Crpala-Spilice-Gnječi (dio naselja Staševica)
- Komin
- Peračko Blato
- Plina Jezero
- Ploče
- Rogotin
- Stablina (dio naselja Ploče)
- Staševica
- Šarić Struga

## Ime grada
Izvorni, najstariji stanovnici ovog grada svoj grad zovu Ploča (stariji kažu: "Bija san u Ploči!", a ne: "... u Pločama"), što je i izvorno ime ovoga grada.
Ime Ploča dano je vjerojatno zato što su stanovnici okolnih mjesta i prvi doseljenici vadili i sušili svoje ribarske mreže na području današnjeg grada ili po otočiću u sredini zaljeva koji ima izgled ravne ploče.
Ploče imaju vrlo "bogatu" povijest promjena svog imena, prvo je za vrijeme Kraljevine Jugoslavije promijenjeno ime u Aleksandrovo, po kralju Aleksandru I. Karađorđeviću, to ime se održalo do II. svjetskog rata, i talijanske okupacije, kada Aleksandrovo postaje Porto Tolero (tal. luka za prekrcaj, a što je banalna istina, jer im je služila za ukrcaj sirovina iz Bosne prema Italiji). Nakon kraja rata 1945. vraćeno je izvorno ime, Ploča. Grad je od 1950. do 1954. godine, te od 1980. do 1990. nosio ime Kardeljevo po jugoslavenskom komunističkom političaru, Slovencu Edvardu Kardelju. U međuvremenu od 1954. do 1980. prvi put se uvelo ime Ploče, dakle množina prvotnog naziva, koje se vraća u počecima osamostaljenja Republike Hrvatske, već 22. studenoga 1990. godine

## Zemljopisni položaj
Grad Ploče se smjestio u dolini Neretve u prometnoj razmeđi zapadne i istočne Europe. U okolici grada mogu se vidjeti Baćinska jezera, ušće rijeke Neretve, mnogobrojna brda i Jadransko more.

## Klima
Ploče imaju sredozemnu klimu. Ljeta su vruća i suha s temperaturama često iznad 30 °C, dok su zime blage i vlažne, s temperaturama rijetko ispod 5 °C. Većina padalina pada zimi, a grad je pod utjecajem vjetrova bura i jugo. Bura donosi hladno i suho vrijeme, dok jugo donosi toplinu i vlagu. Najviša temperatura ikad izmjerena u Hrvatskoj je upravo u Pločama 4. kolovoza 1981. i iznosi 42,8 °C, dok je najmanja izmjerena 13. siječnja 1985. i iznosi je –8,9 °C.

## Povijest
Pločanski je kraj naseljen još u prapovijesti. Ljeta 2020. su uzvodno od Ploča u Neretvi na dubini od 8 do 10 metara primijećeni zabijeni kolci. Vjerojatno su služili za vezivanje plovila, a budući da se od zadnjeg ledenog doba morska razina podiže, kolci su vjerojatno zabijeni u razdoblju od oko 6 do 8 tisuća godina prije Krista. Otkriveni su i ostatci iz drugih vremenskih razdblja. Pronađene su brodske konstrukcije i plovila i pripadajući im artefakti, rimske amfore i rimskih amfora i naznake antičkih brodoloma. Pronađene su ladve (monoksili, plovila od jednog komada drva). Jedna se ističe rijetko velikim dimenzijama i sačuvanosti, čak i na svjetskoj razini: dug je 8,5 metara i prosječno širok 85 cm, što nameće pitanje gdje je nađeno tako veliko stablo od kojeg se izradila ladva i kada su takva stabla rasla.

### Prvi spomen Ploča
Ploče se prvi put spominje 1387.godine u dokumentu Povijesnog arhiva u Dubrovniku. U dokumentu stoji da 6.11.1387. Matej sin Maroje Pripićeva s otoka Koločepa sklapa ugovor s Milčom iz Novog Brda prema kojemu bi Matej trebao sa svojim brodom stići iz Dubrovnika u luku Ploče, pri ušću Neretve (ad quedum locum dictum la Ploca que est in fluminis Narenti) te tamo ukrcati oko 600 komada sitne stoke i škopaca te manju količinu drva. Povijesni arhiv također čuva i dokument iz 1426. u kojem Ploče spominje Vijeće umoljenih Dubrovačke Republike.

### Izgradnja željeznice do Ploča
Već u Austro-Ugarskoj su postojali planovi za izgradnju željeznice do ušća Neretve. Godine 1911. Zemaljski savjet BiH poslao je memorandum ministru Burianiu u kojem je tražio izgradnju pruge Bugojno – Rama – Metković – Porto Tolero (tal. naziv za rt Višnjica koji se nalazi tik ispred luke Ploče), no zbog protivljenja Splita, koji je tražio da se promet s Neretve šalje na Split, planovi o izgradnji željeznice su propali. Godine 1922. su bila gotova tri projekta za izgradnju željeznice Vinkovci – Sarajevo – ušće Neretve, no ponovo dolazi do pobune Splita i Dubrovnika koji su smatrali da će izgubiti svoj utjecaj i veliki dio prometa prema BiH. Tek je 1933. godine na zahtjev Generalštaba vojske, Ministarstvo vojske i mornarice prihvatilo taj prijedlog, pa je 1937. počela izgradnja željeznice od Metkovića do Ploča. Željeznica je dovršena 1942. godine.

### Izgradnja luke Ploče
Prva ispitivanja na prostorima luke Aleksandrovo (Ploče) izvršena su već 1923. Njih su izvršili sarajevski građevinari koji su ispitivali teren za izgradnju željeznice. Mnogi tadašnji političari su smatrali da je izgradnja luke na mjestu današnje luke Ploče budalaština, zbog velikih troškova rušenja brda Zminjac, i zbog toga što su smatrali da Neretva svojim muljem zakopava mjesto koje je bilo predviđeno za izgradnju luke. U isto doba, Jugoslavija je bila u gospodarskoj krizi, a stručni ljudi i političari u Bosni su tvrdili da je ušće Neretve najpogodnije za gradnju luke za BiH.
Godine 1939. počinju stvarni radovi na izgradnji luke Ploče, a autor prvih nacrta za izgradnju luke Ploče bio je Ukrajinac iz Kijeva Boris Karakoz.

### Luka Ploče u planovima Trećeg Reicha
U ratnom periodu na izgradnji luke sudjelovala je Njemačka organizacija. Iako je luka u podjeli teritorija pripala Italiji, u Bonnu u Njemačkoj su pronađeni dokumenti iz kojih se može vidjeti da su okupacijske snage planirale rekonstrukciju luke, tako da pomorskim putem mogu izvoziti ugljen, boksit i druge sirovine iz NDH. Partizanske snage su ih cijelo to vrijeme onemogućavale, potapajući glibodere i onesposobljavajući ostalu tehniku.

### Naseljavanje Ploča
Ploče se počinje naseljavati odmah po završetku II. svj. rata kada je trebalo radnika, ali i stručnih ljudi za obnavljanje željeznice i luke, te osiguravanje sigurnog pomorskog-plovnog puta. Ubrzo su se u Ploče počeli doseljavati stručni dizaličari (iz Rijeke i Sušaka), doktori, poštari, vojni djelatnici i drugi. Prvi doseljenici su najčešće bili iz okolnih mjesta (posebice Baćinaca koji su nakon povratka iz izbjeglištva u El Shattu u Egiptu zatekli razorene kuće, ali i iz drugih mjesta) i Zagore. Prvi Pločani su živjeli u barakama na Crnoj rijeci i u barakama uz Pekin dolac u gornjem dijelu grada. Na Crnoj rijeci bile su smještene razne ustanove, predstavnici vlasti, razne službe, trgovina, gostionica itd., dok se u gornjem dijelu grada nalazila pekara, crkva i škola.

### Prvi obrisi grada
1.svibnja 1950. Ploče po prvi put mijenjaju naziv u Kardeljevo te će pod tim imenom ostati do 1954. Ponovno mijenjanje imena se dogodilo 1980. te je ono zadržano do 1990.
U Pločama 1950-tih počinje završavanje kamenih zgrada na Prišnici i u Rogotinskoj ulici, ali i završavanje vojnih objekata. 50-tih godina na Crnoj rijeci otvoreno je prvo kino „Prišnica” i prva razglasna stanica. Krajem 50-tih počinje znatnije doseljavanje stanovnika iz BiH, a 1965. do Ploča dolazi Jadranska magistrala i cesta iz Mostara, a 1966. u promet je pušten normalan kolosijek željezničke pruge Sarajevo – Ploče, a s tim prometnim potencijalima grad se znatnije počeo širiti zajedno s lukom.

### Ploče u Domovinskom ratu
Tijekom Domovinskog rata u Pločama nije bilo većih granatiranja, izuzevši uspješno granatiranje skladišta tvrtke Interšped i nekih lučkih skladišta i neuspješno granatiranje ratne bolnice. U noći između 14. i 15.9.1991 u Pločama i užoj okolici je izvršena vojno-redarstvena operacija "Zelena tabla - Mala bara" kojom su zauzeti objekti JNA te je zaplijenjena velika količina naoružanja i municije. Tijekom te akcije došlo je i do prve pomorske bitke gdje su se s hrvatske strane dva tegljača, plovna lučka dizalica, trajekt i dva manja broda suprotstavili nadmoćnijoj, profesionalnoj Jugoslavenskoj ratnoj mornarici. U akciji je smrtno stradao jedan hrvatski vojnik. Pločani su osim operacije "Zelena tabla - Male Bare", sudjelovali i borili se na drugim bojištima diljem Hrvatske, a neki su nažalost položili živote za slobodnu Hrvatsku.
12. svibnja 1992. zrakoplov agresorskog Jugoslavenskog ratnog zrakoplovstva projektilima je gađao grad. Doletio je iz pravca Pelješca oko 20 sati, obrušio se na Ploče i ispalio projektile. Nije bilo stradalih, ali je nanio materijalnu štetu.

## Ekonomija
Okosnica ekonomije grada Ploča je teretna morska luka, druga po količini prekrcaja u Republici Hrvatskoj oko (4.5 mil t 2010. Za luku se veže velik broj srodnih djelatnosti: špediterskih, skladištarskih, prijevoznih, logističkih i td., dok turizam za razliku od ostalih primorskih gradova RH nema osobitog značaja. Uvjeti za razvoj turizma postoje, zbog blizine ušća Neretve i Baćinskih jezera. Ploče se nalaze na delti Neretve koja je vema povoljna za lov (ptice), ribolov i poljoprivredu, u kojoj prednjače agrumi, a potom i drugo voće (lubenice, šljive...) i povrće (rajčice). Industrija koja je nekad bila jedna od najjačih među primorskim gradovima je gotovo iščezla, a s dosta smanjenim kapacitetom u odnosu na 1991. proizvode se brtvene obloge. očekuje se da će grad svoju budućnost pronaći u razvoju svog prometnog položaja kojem će značajno doprinijeti skora izgradnja Jadransko-Jonskog i paneuropskog koridora 5c, čije će se čvorište nalaziti u neposrednoj blizini grada.

## Demografija

### Popis 2001.
U Pločama prema popisu stanovništva iz 2001. godine u 9 gradskih naselja obitava 10.834 stanovnika, dok u samom gradu Ploče obitava 6.537 stanovnika. Apsolutno većinsko stanovništvo su Hrvati. Stanovnici drugih nacionalnosti (Srbi, Bošnjaci, Albanci, Židovi...), čiji je ukupni udio manji od 3%, mahom su doselili zbog zapošljavanja u Luci ili zbog službe u vojarni JNA od 1945. – 1991.

### Kretanje broja stanovnika za naselje Ploče
| broj stanovnika | 2204  | 2581  | 2928  | 3479  | 4028  | 4337  | 4087  | 4512  | 4865  | 6161  | 7759  | 8846  | 9726  | 11220 | 10834 | 10135 | 8220  |
|                 | 1857. | 1869. | 1880. | 1890. | 1900. | 1910. | 1921. | 1931. | 1948. | 1953. | 1961. | 1971. | 1981. | 1991. | 2001. | 2011. | 2021. |

| broj stanovnika |       |       | 164   | 200   | 180   | 215   |       |       | 727   | 1657  | 3102  | 4405  | 5318  | 6332  | 6537  | 6013  | 4711  |
|                 | 1857. | 1869. | 1880. | 1890. | 1900. | 1910. | 1921. | 1931. | 1948. | 1953. | 1961. | 1971. | 1981. | 1991. | 2001. | 2011. | 2021. |

## Kultura
Početkom kulture u Pločama može se uzeti 1953. godina kada je osnovano KUD „Ploče”, a 1961. osnovana je najvažnija kulturna organizacija u Pločama - Narodno sveučilište, pri kojemu su djelovali knjižnica, čitaonica, od 1968. Narodno sveučilšte djeluje u starom Časničkom domu.
U Pločama od 1970. djeluje Gradska limena glazba, od 1981. klapa „Luka”, likovna radionica od 1970., kazališna grupa Mariani od 1991., najstarija građanska udruga je Radio klub 9A1CDG osnovan 1968.
S prosvjetnim radom u Pločama se je počelo 1947. kada je otvorena Osnovna škola Vladimira Nazora u Gračkoj ulici, 1953. se u te prostorije priključuje i škola učenika u privredi, a 1954 i Gimnazija. Iz takvih neadekvatnih uvjeta uvjeta prvi su se iselili osnovnoškolci koji su 1971. premješteni u zgradu koja je tada bila sagrađena po najvišim standardima,a kasnije su se i srednjoškolci premjestili u novu zgradu škole. Slična je sudbina bila i s vrtićem koji je osnovan 1959. te je sve do 1979.djelovao u neadekvatnim uvjetima. 1979 otvorena je nova zgrada vrtića u blizini ŠC „Močvara”. Od 1968. u Pločama postoji i Osnovna glazbena škola.
Radio postaja Ploče (RPP) započela je s emitiranjem 28. svibnja 1992. godine, na frekvenciji 94,5 MHz, u ratnim uvjetima. Osnovana s idejom da građane Ploča i doline Neretve  obavještava o svim bitnim događajima u to vrijeme, vremenom je postala nezaobilazan izvor informacija, kao i medij koji je u tim teškim vremenima nastojao svojim slušateljima olakšati tadašnju situaciju.Nakon dvogodišnje pauze u radu (tijekom 2003. i 2004.), u proljeće 2005. Grad Ploče je otkupio sve udjele dotadašnjih vlasnika i tako postao 100 %-tni vlasnik Radija. Dobivanjem koncesije na gradskoj razini, RPP je 4. listopada 2005. nastavio s emitiranjem programa.

## Šport
U Pločama je već 1959. osnovan prvi pločanski klub NK Jadran, a nakon toga dolazi do osnivanja Saveza za mali nogomet Grada Ploča (danas UMA Ploče) 1978. godine, osnivanja košarkaškog kluba Ploče, ženskog rukometnog kluba Azbest (danas Dalmatinka), ragbijskog kluba Ploče, malonogometnog kluba Porto Tolero, karataških klubova Ploče i Porto Tolero i drugih.
Od 1976. godine do sredine 1980.-ih je djelovao kuglački klub Azbest. 
Za sportaše rekreativce u Pločama postoji Športski centar Močvara na kojem se nalaze malonogometni i košarkaški teren te boćalište, a 1976. započeli su radovi na sportskoj dvorani koja je završena nakon desetak godina. Danas sportska dvorana ima dva terena, kuglanu i društvene prostorije.
Ploče su kolijevka autentičnog hrvatskog športa Coccoball. Šport je nastao 2001. ili 2002. godine, prema opisu u knjizi Coccoball - bajka za odraslu djecu, crnu i bijelu iz 1999. pločanskog pisca i novinara Jasmina Brajlovića. Specifičnost športa je da žene obvezno sude muškarcima i obratno. 2004. godine odigrana je i prva međunarodna utakmica; stranu ekipu su činili francuski vojnici SFOR-a.

## Znamenitosti
- Spomenik sv. Nikole
- Spomenik hrvatskim braniteljima
- Spomen park sa spomenicima narodnim herojima NOB-a i žrtvama fašističkih zločina
- Mnogobrojni talijanski bunkeri i vojne kuće na brdima i brežuljcima u okolici Ploča
- Mnogobrojne spomen-ploče žrtvama fašističkih zločina
- Teutini dvori u Baćini u blizini Ploča
- Crkva sv. Jure i crkva sv. Luke u Baćini, zaštićena kulturna dobra
- Gomile u Baćini
- Arheološka nalazišta u Šarić Strugi
- Spomenik prvom predsjedniku Republike Hrvatske Franji Tuđmanu u Pločama, visok 2,5 m, podignut 23. svibnja 2015.[11]
- Podmorsko arheološko nalazište Portina, zaštićeno kulturno dobro

## Sakralni objekti

### Župna kapela svetog Liberana
Nekadašnja kapela površine 136 m2 otvorena je 27. veljače 1983. u obiteljskoj kući preuređenoj za bogoslužnu namjenu.

### Pastoralni centar Kraljice Neba i Zemlje
Dozvola za gradnju ishodovana je pred Uskrs 1997. za vrijeme župnika Mikića. Izgrađena je crkva, mješavina različitih graditeljskih stilova, i do nje kuća na kat sa stanom za župnika i drugo pomoćno župno osoblje, te drugim pastoralnim sadržajima. Crkvu je 2007. posvetio nadbiskup Barišić.

## Poznate osobe
- Rafael Dropulić, pjevač
- prof. dr. Rajko Ostojić, gastroenterolog, ministar zdravlja
- dr. Zlatko Giljević, dr. med, internist-endokrinolog
- Mišo Krstičević (otac), nogometaš i nogometni trener
- Mišo Krstičević (sin), liječnik i političar
- Ivo Smoljan, pisac i pjesnik
- Hrvoje Vejić, nogometaš, hrvatski reprezentativac
- Valentina Dropulić, manekenka
- Toni Katić, košarkaš
- Miroslav Barbir Mimo, kvizoman i glazbenik
- Neda Parmać, pjevačica
- Ivana Jelčić, rukometašica, kapetanica hrvatske rukometne reprezentacije
- Tea Pijević, rukometašica
- Marta Žderić, rukometašica
- Vera Zima, glumica
- Matija Prskalo, glumica
- Niko Pavlović, glumac
- Slobodan Bobo Grujičić, bubnjar
- Ivan Mišetić, poduzetnik, višegodišnji glavni direktor Croatia Airlinesa
- prim. dr. Ivan Sokol, internist kardiolog